# Fruchtsaft

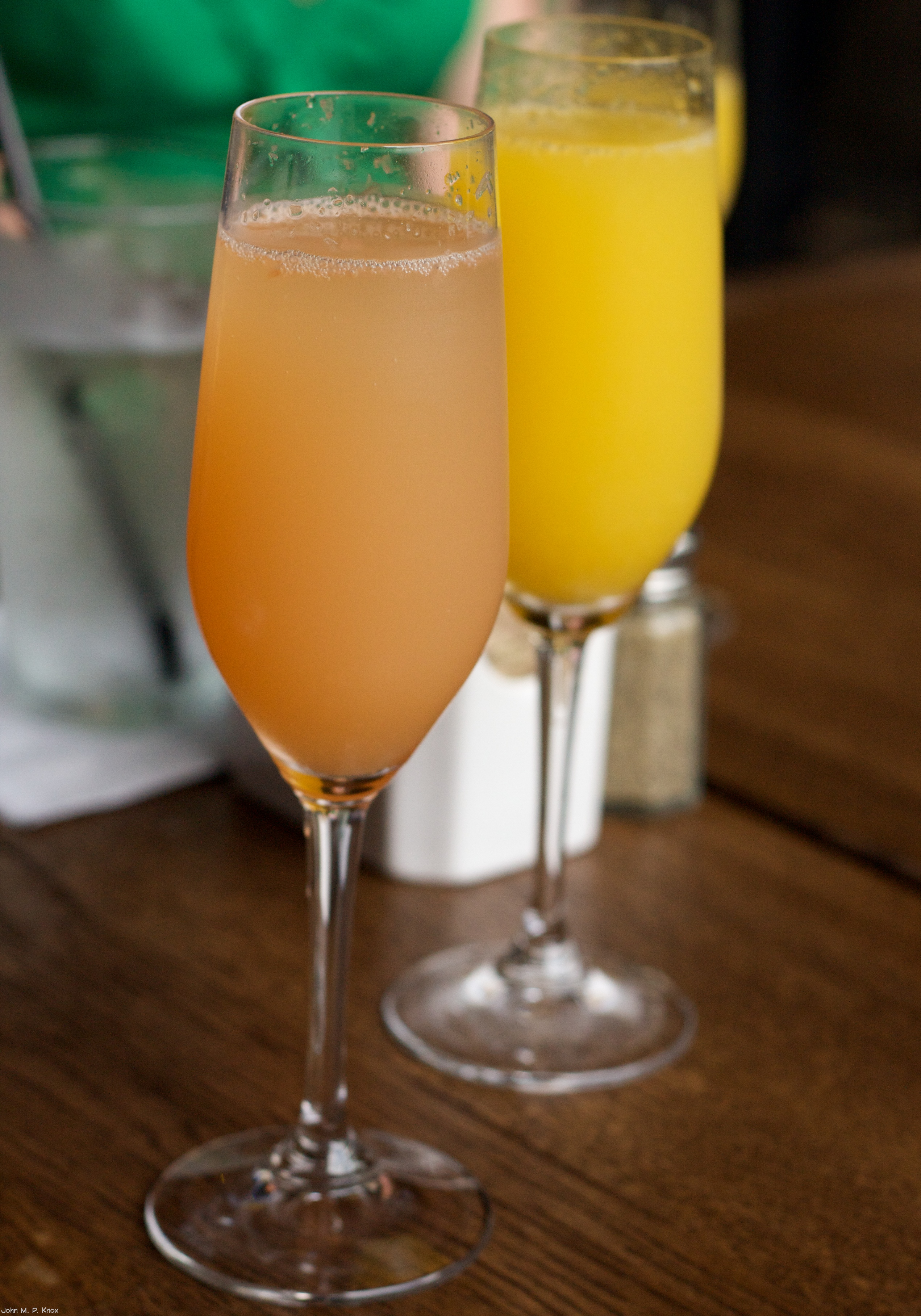
Grapefruit- und Orangensaft

Fruchtsaft, spezieller auch Obstsaft, ist ein aus Früchten einer oder mehrerer Fruchtarten gewonnenes flüssiges Erzeugnis, das für die menschliche Ernährung bestimmt ist. Der Fruchtgehalt muss 100 % betragen. Es wird zwischen Direktsaft und Fruchtsaft aus Konzentrat unterschieden. Bei letzterem wird Fruchtsaft im Herkunftsland konzentriert und im Zielland rückverdünnt.
Von Fruchtsaft abgegrenzt werden Fruchtnektare und Fruchtsaftgetränke, bei denen weitere Zutaten zugesetzt werden dürfen.

## Definition
Für die EU bestimmt die Richtlinie 2001/211/EG als Fruchtsaft das gärfähige, jedoch nicht gegorene, aus dem genießbaren Teil gesunder und reifer Früchte einer oder mehrerer Fruchtarten gewonnene Erzeugnis, das die dafür charakteristische Farbe, das dafür charakteristische Aroma und den dafür charakteristischen Geschmack aufweist. Die Früchte waren frisch oder durch Kälte haltbar gemacht.
Fruchtmark kann beigemischt sein. Aroma, Fruchtfleisch und Zellen, die mit geeigneten physikalischen Verfahren aus derselben Fruchtart gewonnen wurden, dürfen im Saft wiederhergestellt werden. Stücke oder Bestandteile von Kernen, Samenkörnern und Schale dürfen nicht im Saft sein, außer sie lassen sich nicht durch Verfahren der guten Herstellungspraxis entfernen. Bei Zitrusfrüchten -außer Limetten- muss der Fruchtsaft vom Endokarp stammen. Tomaten/Paradeiser gelten hier als Früchte.
Für Deutschland setzt die Fruchtsaft- und Erfrischungsgetränkeverordnung (FrSaftErfrischGetrV) die Vorgaben der Richtlinie in Verbindung mit dem Lebensmittel- und Futtermittelgesetzbuch (LFGB) verbindlich um. Nach den ergänzenden Feststellungen des Deutschen Lebensmittelbuches zur Verkehrsauffassung ist unter dem Merkmal „nicht gegoren“ dieser Fruchtsaftdefinition nicht zu verstehen, dass Fruchtsaft alkoholfrei sei: Demnach ist der Saft als nicht gegoren anzusehen, wenn nicht mehr als 3 g Alkohol je Liter, bei Traubensaft 1 % vol. darin ist.
Bei Fruchtsaft, also dem in Deutschland durch Lebensmittelunternehmer oft sogenannten Direktsaft ist der Fruchtanteil 100 %. Fruchtsaft aus Fruchtsaftkonzentrat wird durch Zugabe von Trinkwasser, Fruchtfleisch, Fruchtmark, Aromen (bei Traubensaft auch möglich: Weinsäuresalzen) und/oder Zellen aus dieser Fruchtart zum Konzentrat wiederhergestellt, so dass der Fruchtanteil gleichwertig zu 100 % ist und auch die übrigen chemischen, physikalischen, organoleptischen und nährstoffbezogenen Merkmale dem von Direktsaft entsprechen. Der Fruchtsaft wurde durch physikalischen Entzug von Wasser im Ursprungsland konzentriert und wird später quasi wieder rückverdünnt.
Die Deutsche Gesellschaft für Ernährung (DGE) stuft Fruchtsaft als pflanzliches Lebensmittel ein. Mit einem Glas Fruchtsaft (150 bis 200 Milliliter) kann eine von täglich fünf empfohlenen Portionen Obst und Gemüse ersetzt werden.

## Kennzeichnung

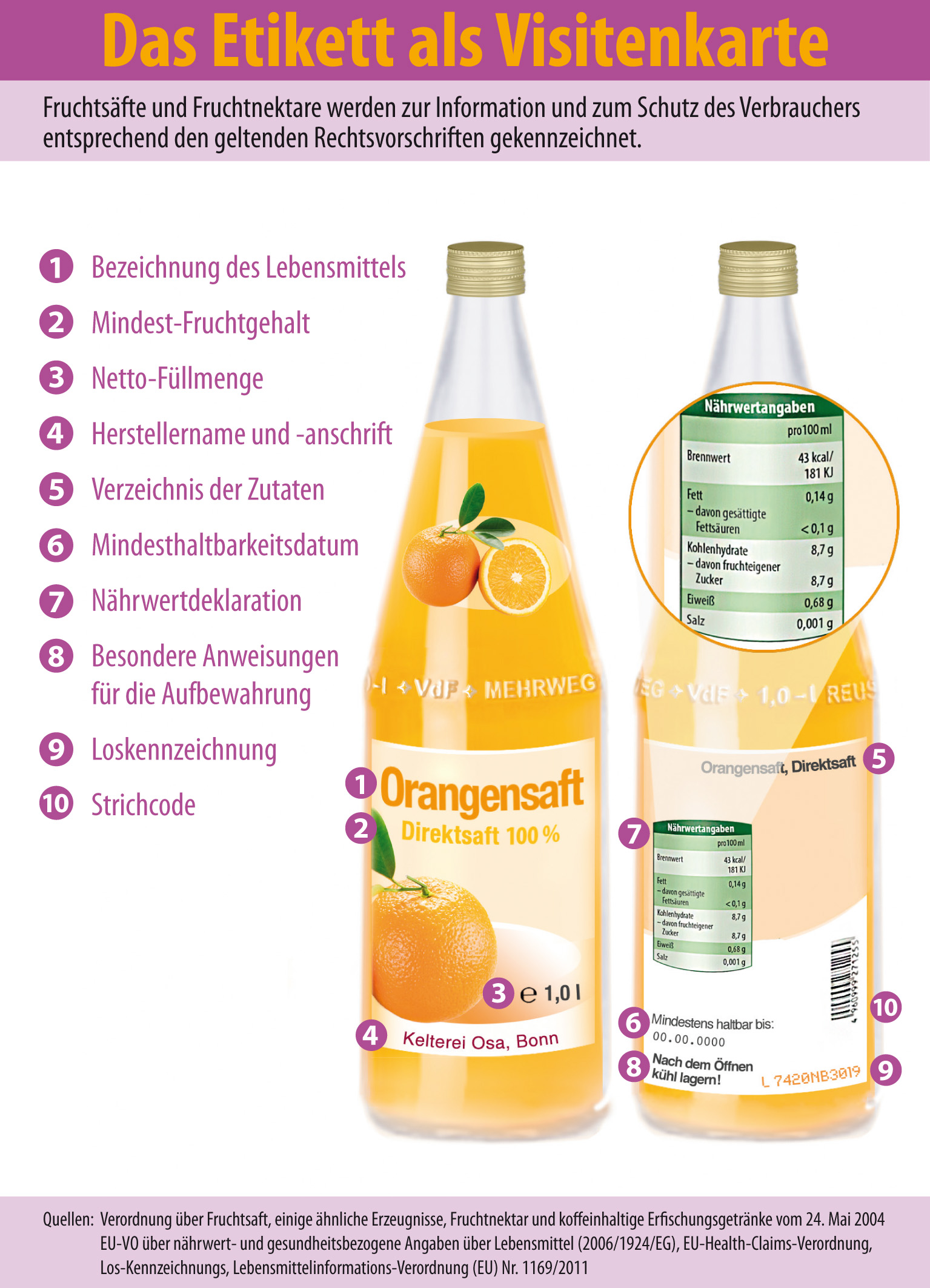
Etikett

Maßgeblich für die Kennzeichnung von allen verpackten Lebensmitteln sind die Regelungen der Lebensmittel-Informationsverordnung. Obligatorische Angaben sind Verkehrsbezeichnung, Herstellerangabe, Füllmenge, Mindesthaltbarkeitsdatum (MHD), Zutatenverzeichnis, Nährwertdeklaration und Losnummer. Bei Fruchtsäften aus zwei oder mehr Fruchtarten müssen die verwendeten Fruchtarten in absteigender Reihenfolge des Volumenanteils der verwendeten Fruchtsäfte angegeben werden. Gegebenenfalls kann die Verpackung mit Hinweisen zu Lagerung oder Verwendung versehen werden.
Die Angaben wie „Direktsaft“ oder „100 % Fruchtgehalt“ erfolgten auf freiwilliger Basis. Dasselbe gilt für die nährwertbezogene Angabe „ohne Zuckerzusatz“. Spezielle Kennzeichnungen für Fruchtsaft regelt die Fruchtsaft- und Erfrischungsgetränkeverordnung. Bei Erzeugnissen aus nur einer Fruchtart muss der Wortbestandteil „Frucht“ durch die Bezeichnung der Fruchtart ersetzt werden.
Laut Gesetzeslage in Österreich kann für Fruchtsaft aus Österreich auch aus dem Ausland stammendes Obst verwendet werden. Nach Ernteausfällen im Jahr 2016 wird dies auch praktiziert.

## Herstellung

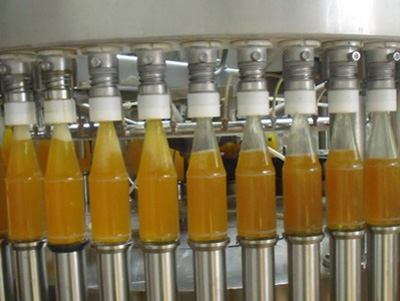
Abfüllanlage für Apfelsaft

### Direktsaft
Für die Fruchtsaftherstellung werden reife, saubere, frische oder haltbar gemachte Früchte verwendet. Zitrusfrüchte werden in speziellen Zitruspressen gepresst. Andere Früchte werden in einer Mühle zu Maische vermahlen, die anschließend mechanisch ausgepresst wird. Spezielle Enzyme können den Saftaustritt aus den Zellen erleichtern und die Saftausbeute erhöhen.
Bei Stein- und Beerenobst werden vor dem Auspressen die Steine und Stiele entfernt. Durch Zentrifugation und Filtration entsteht aus dem zunächst naturtrüben fruchtfleischhaltigen Saft ein klarer Fruchtsaft.
Direktsaft aus stark säurehaltigen Früchten wird auch Muttersaft genannt und wird normalerweise nur verdünnt und gegebenenfalls gesüßt genossen. Wird er durch Zucker oder andere Süßstoffe und nicht bloß durch andere beigemischte süße, dann aber auszuweisende Fruchtsäfte gesüßt, darf er seit dem Verbot der Korrekturzuckerung aber nicht mehr als „Fruchtsaft“ vermarktet werden.

### Fruchtsaft aus Konzentrat
Nach dem Entsaften werden zunächst Aromen entzogen, damit sie beim anschließenden Eindampfen des Saftes nicht verlorengehen. Das Wasser wird unter nahezu Vakuum entzogen. Das Konzentrat kann zwischengelagert und kostengünstig transportiert werden. Um aus dem Konzentrat wieder Saft zu machen, werden Wasser und das fruchteigene Aroma sowie gegebenenfalls Fruchtfleisch und Zellen zugefügt.
Neben dem Vorteil der Kosteneinsparung für den Transport sind die Hersteller durch dieses Verfahren auch unabhängig von der Erntesaison. Zur Haltbarmachung wird der Saft für wenige Sekunden bei 85 °C pasteurisiert.

## Verwandte Getränke
Fruchtnektar und Fruchtsaftgetränke unterscheiden sich von Fruchtsaft durch Verdünnung mit Wasser und den üblichen Zusatz von Zucker oder Honig.

### Fruchtnektar
Manche Früchte haben von Natur aus so viel Fruchtsäure oder Fruchtfleisch, dass sie nicht als Fruchtsaft, sondern nur als Nektar angeboten werden können. Der in Deutschland durch Verordnung vorgeschriebene Mindestgehalt an Fruchtsaft oder Fruchtmark beträgt je nach Fruchtart mindestens 25 % (z. B. Johannisbeere, Banane, Mango) bis 50 % (Holunderbeere, Quitte, Pfirsich). Fruchtnektar darf bis zu 20 % des Gesamtgewichts Zucker oder Honig enthalten.
Bei Fruchtsaftschorlen, also Mischungen von Fruchtsaft oder Fruchtsaftkonzentrat und kohlensäurehaltigem Mineralwasser, handelt es sich gemäß den Definitionen der geltenden Fruchtsaftverordnung ebenfalls um Fruchtnektare.

### Fruchtsaftgetränk
Fruchtsaftgetränke unterliegen nicht der Fruchtsaftverordnung, sondern sind in den Leitsätzen für Erfrischungsgetränke des deutschen Lebensmittelbuchs beschrieben. Der Fruchtgehalt soll je nach Fruchtart mindestens 6 % (Zitrusfrüchte) bis 30 % (bei Kernobst oder Trauben) betragen. Neben Wasser und Zucker dürfen auch Mineralien, Vitamine, Aromen und sonstige Zusatzstoffe enthalten sein – außer Alkohol.

## Zutaten und Zusatzstoffe
Bei allen Lebensmitteln müssen die verwendeten Zutaten angegeben werden.
Nach Umsetzung der Grundfassung der EU-Richtlinie in den Mitgliedstaaten, wonach eine Korrekturzuckerung zur Behebung eines „sauren Geschmacks“ zulässig war, konkurrierten deutsche Safthersteller vermehrt mit Fruchtsäften, die unter Berufung auf diese Ausnahmeregel nachgezuckert waren. Da deutsche Säfte traditionell keine Korrekturzuckerzusätze enthalten, wollte man dies in Abgrenzung zu den anderen Säften deutlich machen, wozu sich die Kennzeichnung „Ohne Zuckerzusatz“ durchsetzte. Dieser Hinweis auf den Verpackungen ist freiwillig und verspricht, dass wirklich kein zusätzlicher Zucker (also auch kein Korrekturzucker) im Saft ist. Diese Zuckerung ist nach Änderung der EU-Fruchtsaft-Richtlinie und daraufhin auch der deutschen Fruchtsaft-Verordnung seit dem 31. Oktober 2013 nicht mehr erlaubt. Auch eine Korrekturzuckerung ist nicht erlaubt, was viele Verbraucher nicht wissen. Anbieter schreiben weiterhin „ohne Zuckerzusatz“ auf Getränkepackungen, offenbar aus Marketinggründen. Dies könnte Verbrauchern suggerieren, dies sei etwas Besonderes oder andere Fruchtsäfte wären nachgezuckert.
Es gibt zahlreiche Stoffe, die nicht als Zutat gelten. Diese Stoffe, oft Verarbeitungshilfsstoffe genannt, dürfen zur Herstellung verwendet werden, erscheinen aber nicht im Zutatenverzeichnis von Fruchtsäften. So ist die Verwendung von Speisegelatine und weiteren Stoffen wie Enzymen, Tanninen, Aromen und Bentonit erlaubt.
Bei Fruchtsaft aus Fruchtsaftkonzentrat brauchen alle Zutaten, die zur Wiederherstellung des ursprünglichen Zustands unerlässlich sind, nicht auf der Packung aufgelistet werden.

## Kennzahlen der Fruchtsaftindustrie

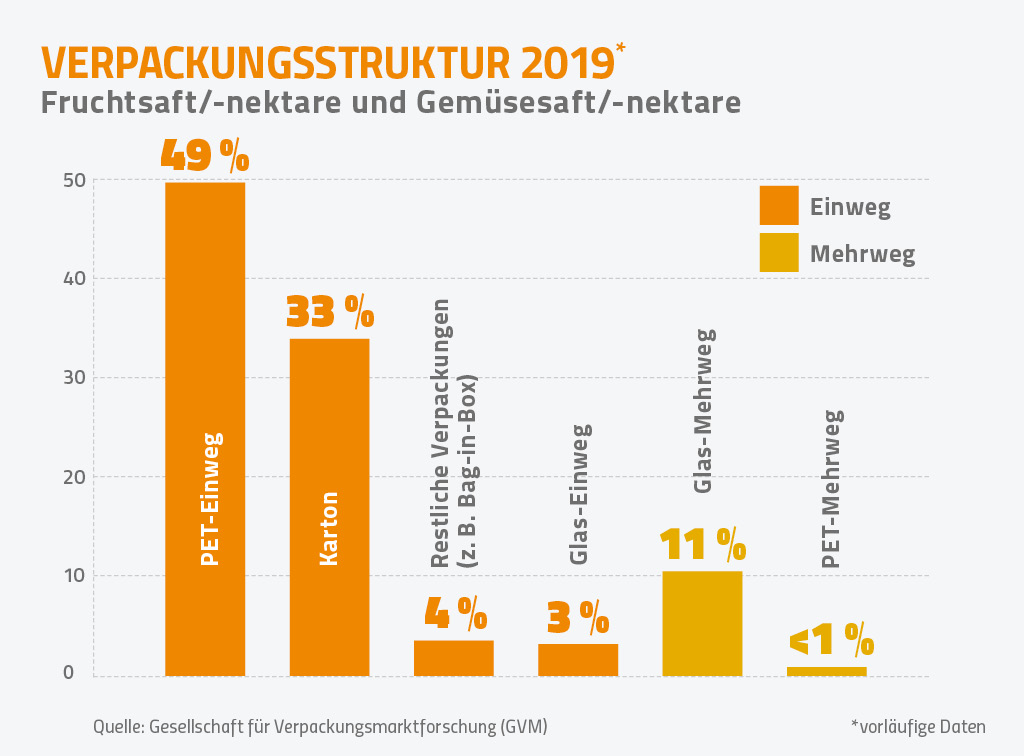

Im Jahr 2019 tranken die Deutschen pro Kopf 30,5 Liter Saft und Nektar aus Früchten und Gemüse. Damit sind sie europäischer Spitzenreiter vor Norwegen (23,5 Liter) und Österreich (21,8 Liter) und liegen deutlich über dem EU-Durchschnitt (18,0 Liter). Der Konsum ist seit 2003 leicht rückläufig.
Die beliebtesten Fruchtsäfte in Deutschland sind Orangen- und Apfelsaft mit einem durchschnittlichen Pro-Kopf-Verbrauch von 7,2 bzw. 6,8 Litern (2019). Von Bedeutung sind außerdem Multivitaminsaft (3,8 Liter) sowie Trauben- und Ananassaft (mit 1,1 bzw. 0,4 Litern).
Die etwa 350 deutschen Fruchtsafthersteller verarbeiteten im Jahr 2019 etwa 900.000 t Obst und stellten insgesamt 4,0 Milliarden Liter Fruchtsaft, Nektar und Fruchtsaftgetränke her. Die 7500 Beschäftigten generierten damit einen Umsatz von 3,27 Milliarden Euro.

## Verpackungsstruktur in Deutschland
Neben PET-Einweg- und Karton-Verpackungen spielt das Glas-Mehrweg-System in Deutschland für das Fruchtsaftsegment eine bedeutende Rolle. Der Anteil innerhalb der gesamten Verpackungsstruktur liegt bei etwa 11 Prozent, Tendenz in den vergangenen Jahren leicht steigend. Etwa 300 Fruchtsafthersteller setzen in Deutschland das Glas-Mehrweg-System des VdF (Verband der deutschen Fruchtsaft-Industrie e. V.) ein.

## Entwicklung des Pro-Kopf-Verbrauchs in Deutschland
|                        | 2005 | 2010 | 2016 | 2017 | 2018 | 2019 * |
| ---------------------- | ---- | ---- | ---- | ---- | ---- | ------ |
| Apfelsaftschorle       | 8,3  | 11,0 | 6,5  | 5,7  | 5,1  | 4,5    |
| Apfelsaft              | 12,4 | 8,1  | 7,5  | 7,6  | 7,0  | 6,8    |
| Orangensaft            | 8,9  | 8,7  | 7,5  | 7,4  | 7,4  | 7,2    |
| Multivitaminfruchtsaft | 3,8  | 4,1  | 4,1  | 4,1  | 3,9  | 3,8    |
| Traubensaft            | 1,3  | 1,0  | 1,1  | 1,2  | 1,0  | 1,1    |
| Ananassaft             |      | 0,6  | 0,4  | 0,4  | 0,4  | 0,4    |

* vorläufige Zahlen

## Bedeutende Hersteller von Fruchtsäften und Fruchtnektaren
| Unternehmen                                                      | Firmensitz                                          | Absatz 2011 Gesamt (Mio. Liter) | Absatz 2011 Inland (Mio. Liter) | Umsatz 2011 Gesamt (Mio. Euro) | Marken                                                                   |
| ---------------------------------------------------------------- | --------------------------------------------------- | ------------------------------- | ------------------------------- | ------------------------------ | ------------------------------------------------------------------------ |
| riha Richard Hartinger Getränke                                  | Rinteln                                             | 508,2                           | 276,7                           | 176,7                          | Fruchtquell, Naturella, Wesergold, Quelly, Handelsmarken                 |
| GerberEmig Group (2013 fusioniert zu RefrescoGerber)             | Somerset (Emig GmbH in Rellingen)                   | 433,0                           | 238,2                           | 185,0 *                        | Emig, Junita, Handelsmarken                                              |
| Eckes-Granini Deutschland                                        | Nieder-Olm                                          | 395,0                           | 395,0                           | 329,0                          | Eckes, Fruchttiger, Granini, Hohes C, Dr. Koch                           |
| Refresco (2013 fusioniert zu RefrescoGerber)                     | Dordrecht (Refresco Deutschland in Mönchengladbach) | 389,0 *                         | 241,0 *                         | 137,0 *                        | Hardthof, Krings, Handelsmarken (u. a. für Rewe Group, Aldi, Lidl)       |
| Stute Nahrungsmittelwerke                                        | Paderborn                                           | 275,0 *                         | 229,0 *                         | 96,0 *                         | Stute, Handelsmarken (u. a. für Aldi)                                    |
| Valensina/Sportfit                                               | Mönchengladbach                                     | 271,0                           | 221,0                           | 65,0                           | Valensina, Wolfra, Frische, Hitchcock, Tropicana                         |
| Niederrhein-Gold Tersteegen                                      | Moers                                               | 232,5 *                         | 139,5 *                         | 57 *                           | Copeo, Niederrhein-Gold, Handelsmarken                                   |
| Albi (2017 Übernahme durch Edeka)                                | Bühlenhausen                                        | 138,0 *                         | 132,0 *                         | 94,0                           | Albi, Multi12, Handelsmarken (u. a. für Edeka und Netto Marken-Discount) |
| PepsiCo                                                          | Purchase (PepsiCo Deutschland in Neu-Isenburg)      | 127,0 *                         | 127,0 *                         | 127,0 *                        | Punica                                                                   |
| ELRO Gruppe (2012 Insolvenz, 2013 Übernahme durch Edeka-Verbund) | Rostock                                             | 124,0 *                         | 114,0 *                         | 57,4 *                         | Elmenhorster, Röthaer                                                    |

* geschätzte Daten